# Anticleora
Anticleora là một chi bướm đêm thuộc họ Geometridae. Nó được Claude Herbulot miêu tả năm 1966.